# GamesRadar+
GamesRadar+는 미국과 영국의 비디오 게임 웹사이트이다. 2014년 11월부터 토털 필름과 SFX로부터 텔레비전, 영화, SF 내용도 개시하고 있다. 퓨처가 운영하고 있다.